# Chédigny
Chédigny é uma comuna francesa na região administrativa do Centro, no departamento Indre-et-Loire. Estende-se por uma área de 23,42 km². Em 2010 a comuna tinha 562 habitantes (densidade: 24 hab./km²).